# Даунинг-стрит, 10
Даунинг-стрит, 10 (англ. 10 Downing Street) — официальная резиденция лорда-казначея, который с 1905 года является также премьер-министром Соединённого Королевства Великобритании и Северной Ирландии. Находится в Вестминстере на улице Даунинг-стрит, примыкающей к Уайтхоллу.
С 1735 года дом время от времени, а с 1902 года постоянно является резиденцией премьер-министров. Изначально номер дома был 5. Первый британский премьер-министр Роберт Уолпол поручил архитектору Уильяму Кенту объединить три выделенных для его нужд здания XVI—XVII вв. Одно из зданий в эпоху стюартовской реставрации служило резиденцией сэра Джорджа Даунинга, чьим именем названа улица. Даунинг работал осведомителем в интересах Кромвеля, а потом сколотил солидное состояние на спекуляциях с недвижимостью.
Первые преемники Уолпола не жаловали Даунинг-стрит и появлялись здесь сравнительно редко. Из-за высокой стоимости содержания резиденции несколько раз ставился вопрос о её закрытии. Здание считалось неудобным для использования по причине запутанной планировки. Кроме того, вплоть до Дизраэли все премьер-министры должны были оплачивать меблировку из собственных средств, что не всем было по карману.
В викторианскую эпоху окончательно формируется традиция, по которой принято ассоциировать этот адрес с резиденцией премьер-министра. Например, живущий в доме кот именуется главным мышеловом правительственной резиденции. В 1985 году Маргарет Тэтчер с помпой отпраздновала 250-летие резиденции; в связи с этим она заявила, что номер 10 стал «одним из самых драгоценных камней в национальном достоянии».
Почти триста лет здание имеет около ста комнат. В подвале имеется кухня, столовые, помещения, где работает премьер-министр, проходят встречи с лидерами других стран и прочими гостями, а иногда и заседания правительства. Существует внутренний двор и терраса с видом на сад площадью 2000 м². Дверь в дом может открываться только изнутри. Рядом находятся парк Сент-Джеймс, Вестминстерский дворец и Букингемский дворец.

## История здания

### Историческое здание на Даунинг-стрит 10
Номер 10 на Даунинг-стрит первоначально принадлежал трём домам: особняку с видом на Сент-Джеймский парк, таунхаусу позади него и коттеджу. Таунхаус, от которого современное здание получило своё название, был построен сэром Джорджем Даунингом между 1682 и 1684 годами.
Даунинг, шпион Оливера Кромвеля, а позднее Карла II, инвестировал в недвижимость и изрядно разбогател. В 1654 году он арендовал землю к югу от Сент-Джеймского парка, рядом с особняком на Даунинг-стрит, в нескольких минутах ходьбы от парламента. Даунинг планировал построить ряд таунхаусов. Улица, на которой он построил эти дома, теперь носит его имя, а самый большой дом стал частью современного дома на Даунинг-стрит 10.

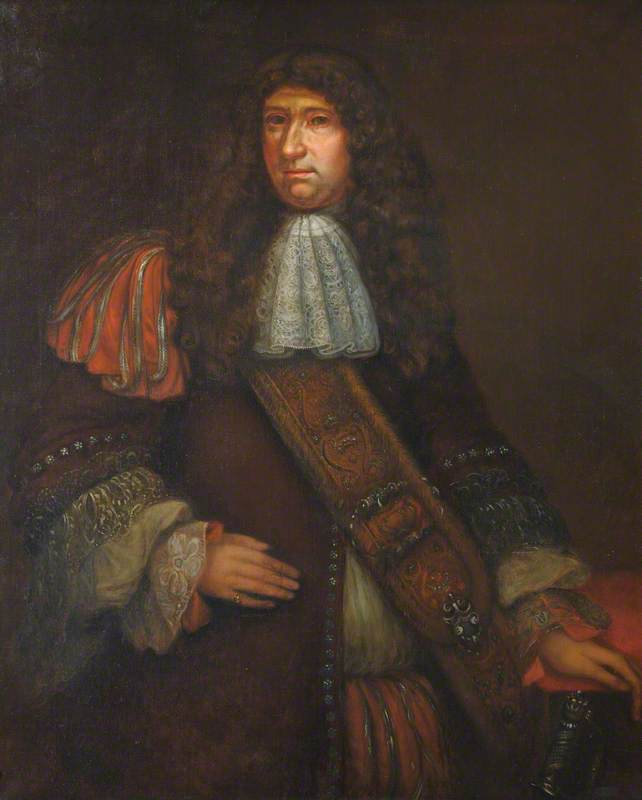
Сэр Джордж Даунинг. Этот портрет сейчас находится за входной дверью.

С инвестицией Даунинга появились проблемы — права на землю принадлежали не только ему, но и семье Хэмпден, которая не отказывалась от своей аренды. Даунинг боролся с их претензиями, но ему не удалось их переубедить, и ему пришлось ждать тридцать лет, прежде чем он смог построить свой дом. Когда срок аренды Хэмпденов истёк, Даунинг получил разрешение на строительство новых домов. Между 1682 и 1684 годами Даунинг построил тупиковую улицу из двухэтажных таунхаусов.
Для разработки проекта домов Даунинг нанял сэра Кристофера Рена. Несмотря на размер, они были построены быстро и довольно дёшево на мягких почвах и с неглубоким фундаментом. На фасадах здания были нарисованы линии, изображавшие кирпичную кладку — ещё один пример экономии на строительстве. Уинстон Черчилль писал, что дом был «шатким и небрежным итогом спекуляций подрядчика, чьё имя он носит».
Тупик на Даунинг-стрит закрывал доступ к Сент-Джеймскому парку, что делало улицу тихой и приватной.
Даунинг не жил ни в одном из своих таунхаусов. В 1675 году он вышел в отставку и переехал в Кембридж, где и умер в 1684 году, через несколько месяцев после того, как строительство было завершено. Портрет Даунинга сейчас висит в фойе дома номер 10 на Даунинг-стрит.

### История до 1733 года
Особняк, крупнейший из трёх домов, которые позже были объединены в дом номер 10, был построен около 1530 года рядом с дворцом Уайтхолл. Этот особняк часто называется House at the Back. В начале XVII века он был преобразован в концертный зал и театр. После Славной революции некоторые из первых заседаний кабинета министров тайно проводились именно там.

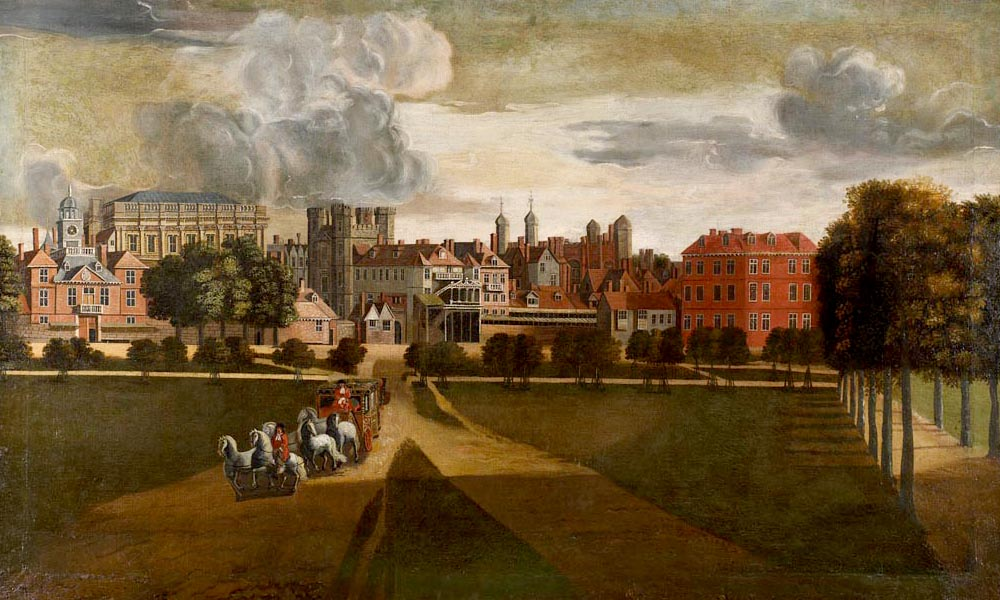
Картина «Дворец Уайтхол» работы Хендрика Данкертца. 1660—1679. На картине изображён дворец Уайтхолл и особняк на Даунинг-стрит.

На протяжении многих лет House at the Back был домом хранителя дворца Уайтхолл, Томаса Книветта, который известен тем, что арестовал Гая Фокса в 1605 году и сорвал Пороховой заговор.
С тех времён в этом доме, как правило, жили члены королевской семьи или правительства. Принцесса Елизавета Стюарт жила там в 1604—1613 годах, до того как она вышла замуж за Фредерика V, курфюрста Пфальца, и переехала в Гейдельберг. Она была бабушкой Георга I, курфюрста Ганновера, который стал королём Великобритании в 1714 году, и прабабушкой Георга II, который подарил этот дом Уолполу в 1732 году.
Джордж Монк, 1-й герцог Альбемарль, один из важнейших деятелей восстановления монархии, жил там с 1660 до своей смерти в 1671 году. Его секретарь, сэр Джордж Даунинг, который позже построил Даунинг-стрит, как полагают, помогал ему в проведении финансовых реформ и способствовал увеличению контроля монарха над финансами. Джордж Монк был первым Секретарём казначейства, который жил в этом доме, который впоследствии стал домом Первого лорда Казначейства и премьер-министра.
В 1671 году Джордж Вильерс, 2-й герцог Бекингем, стал владельцем этого дома вскоре после того, как он стал работать в Министерстве КАБАЛЬ. («B» в аббревиатуре CABAL обозначает Бекингем). Сильно потратившись, Джордж Вильерс перестроил здание. В результате получился просторный особняк, расположенный параллельно дворцу Уайтхолл, с видом на Сент-Джеймский парк из сада.
После того как Бекингем ушёл на пенсию в 1676 году, в этот дом переехала леди Шарлотта Фицрой, дочь Карла II, после своей свадьбы с Эдвардом Ли, 1-й графом Личфилда.
Семьи Личфилд последовала в изгнание за Яковом II после Славной революции. В 1690 году Вильгельм III Оранский и Мария II передали особняк Хендрику ван Нассау-Оверкерку, голландскому генералу, который оказал помощь королю в бытность его принцем Оранским. Нассау, который англизировал свою фамилию и стал называться Оверкирком (Overkirk), жил там до своей смерти в 1708 году.
House at the Back вернулся в собственность короны после смерти леди Оверкирк в 1720 году. Казначейство издало приказ «о ремонте и оснащении его лучшим образом». Общая стоимость работ составила £ 2 522.

### Дом Лорда-казначея: 1733—1735
В 1732 году дом вновь вернулся в собственность короны. Георг II воспользовался этой возможностью, чтобы передать его в дар сэру Роберту Уолполу (который считается первым премьер-министром) в качестве награды за его заслуги перед нацией: стабилизацию финансов, обеспечение мира и поддержку Ганноверской династии. Так совпало, что король получил в собственность ещё два здания на Даунинг-стрит, в том числе и номер 10, и добавил их к своему подарку.

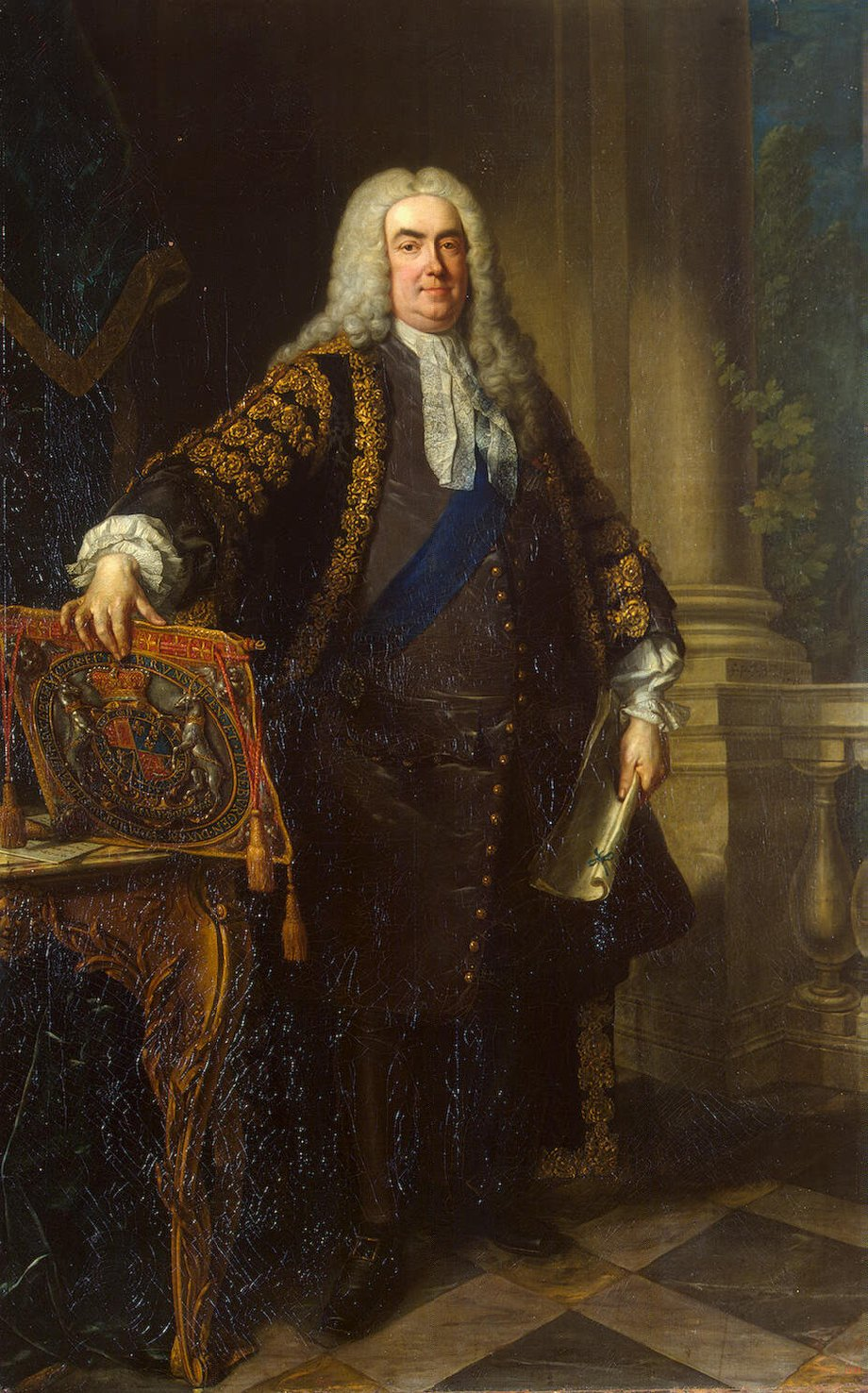
Сэр Роберт Уолпол.

Уолпол отказался принять подарок для себя лично. Он предложил королю передать здание канцелярии Лорда-казначея. Уолпол решил, что будет жить там до тех пор, пока будет занимать должность Лорда-казначея, и освободит его для преемника.
Чтобы увеличить дом, Уолпол убедил мистера Чикена, арендатора коттеджа по соседству, переехать в другой дом на Даунинг-стрит. Этот коттедж и таунхаус за особняком были затем включены в общий комплекс на Даунинг-стрит 10. Перестройкой занимался архитектор Уильям Кент. Кент объединил большие здания в одно, построив двухэтажный комплекс между ними, состоящий из одной длинной комнаты на первом этаже и нескольких на втором. Оставшееся пространство было преобразовано во внутренний двор. Объединив дома, Кент занялся интерьером. Затем он декорировал третий этаж фронтоном. Чтобы обеспечить Уолполу быстрый доступ к парламенту, Кент закрыл северный вход со стороны Сент-Джеймского парка и сделал вход с Даунинг-стрит главным.
Работы заняли три года. 23 сентября 1735 года London Daily Post сообщила, что: «Вчера достопочтенный сэр Роберт Уолпол со своей женой и семьёй переехал из своего дома на Сент-Джеймской площади в свой новый дом». Стоимость работ неизвестна. Первоначально она оценивалась в £ 8000, окончательная стоимость, вероятно, превысила £ 20 000. Вскоре после переезда Уолпол распорядился, чтобы часть земли вокруг дома, была преобразована в террасу и сад.

### «Огромный, неудобный дом»: 1735—1902

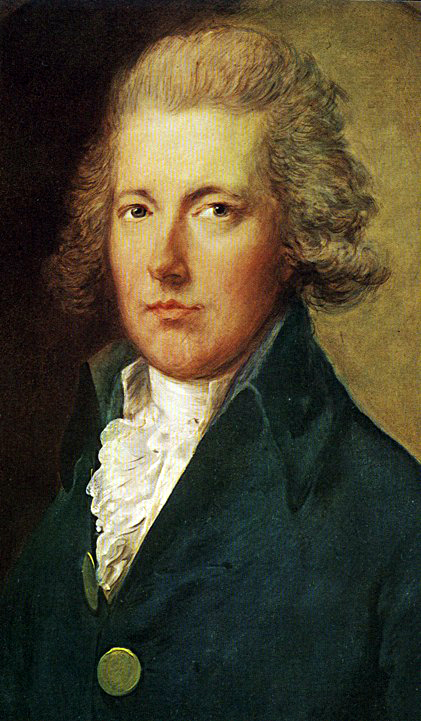
Уильям Питт Младший.

Уолпол жил на Даунинг-стрит 10 до 1742 года. Хотя он принял этот дом лишь на время своей работы в качестве Лорда-казначея с условием передачи преемнику, прошёл 21 год, прежде чем сюда заселился новый хозяин — пятеро лордов, служивших после него, предпочли жить в их собственных домах. Это часто повторялось до начала двадцатого века. С 1735 по 1902 год сменился 31 Лорд-казначей, из которых только 16 (в том числе Уолпол) жили в доме на Даунинг-стрит 10.
Немногие предпочитали жить на Даунинг-стрит. Лорд Фредерик Норт, руководивший правительством во время борьбы с Американской революцией, жил там со своей большой семьёй с 1767 по 1782 год. Уильям Питт Младший, который проживал в этом доме в течение двадцати лет, дольше, чем любой Лорд-казначей до него или после, называл его «мой огромный, неудобный дом». Фредерик Джон Робинсон, 1-й виконт Годрик, проявлял особое внимание к дому в конце 1820-х годов. Он потратил много казённых средств на реконструкцию интерьера.
Тем не менее в течение 70 лет после смерти Питта в 1806 году Даунинг-стрит 10 редко использовалась в качестве резиденции Лорда-казначея. С 1834 по 1877 год она была или свободна или использовалась только для церемоний и мероприятий.
Одной из причин, по которой большинство Лордов-казначеев отказывались жить в резиденции, заключалась в том, что многие из них были пэрами и обладали собственными домами, превосходившими Даунинг-стрит 10 размером и качеством. Дом номер 10 их не впечатлял. Большинство из них одалживали его Канцлеру Казначейства, иногда другим должностным лицам, а ещё реже — друзьям или родственникам.
Кроме того, этот дом был довольно опасным местом для жизни. Из-за постоянного оседания, причиной которого был мягкий грунт и неглубокий фундамент, полы гнили, стены и дымоход шли трещинами, дому часто требовался ремонт. В 1766 году Чарльз Таунсенд, канцлер казначейства, отметил, что дом был в полуразрушенном состоянии. Таунсенд заказал капитальный ремонт, который был завершён через восемь лет.
Чиновники Министерства финансов жаловались, что здание обходится слишком дорого в обслуживании, некоторые предлагали разрушить его и построить новое здание на том же или другом месте. В 1783 году Уильям Кавендиш-Бентинк, 3-й герцог Портлендский, переехал отсюда на время очередного ремонта. Роберт Тейлор, архитектор, который выполнил эту перестройку, был посвящён в рыцари по завершении работ.
Даунинг-стрит в начале XIX века оказалась окружённой захудалыми зданиями и тёмными переулками, вокруг процветала преступность и проституция. Ранее правительство вступило во владение над другими домами Даунинг-Стрит: министерство по делам колоний заняло дом № 14 в 1798 году; министерство иностранных дел разместилось в № 16 и в доме напротив; департамент Вест-Индии располагался в доме № 18. Со временем состояние домов ухудшилось, они стали небезопасны и один за другим были снесены. К 1857 все дома на Даунинг-стрит были снесены, за исключением № 10, 11 (который занимал Канцлер казначейства) и 12. В 1879 году пожар уничтожил верхние этажи в № 12; здание было отремонтировано, но с одним этажом.

### Возрождение и признание: 1902—1960

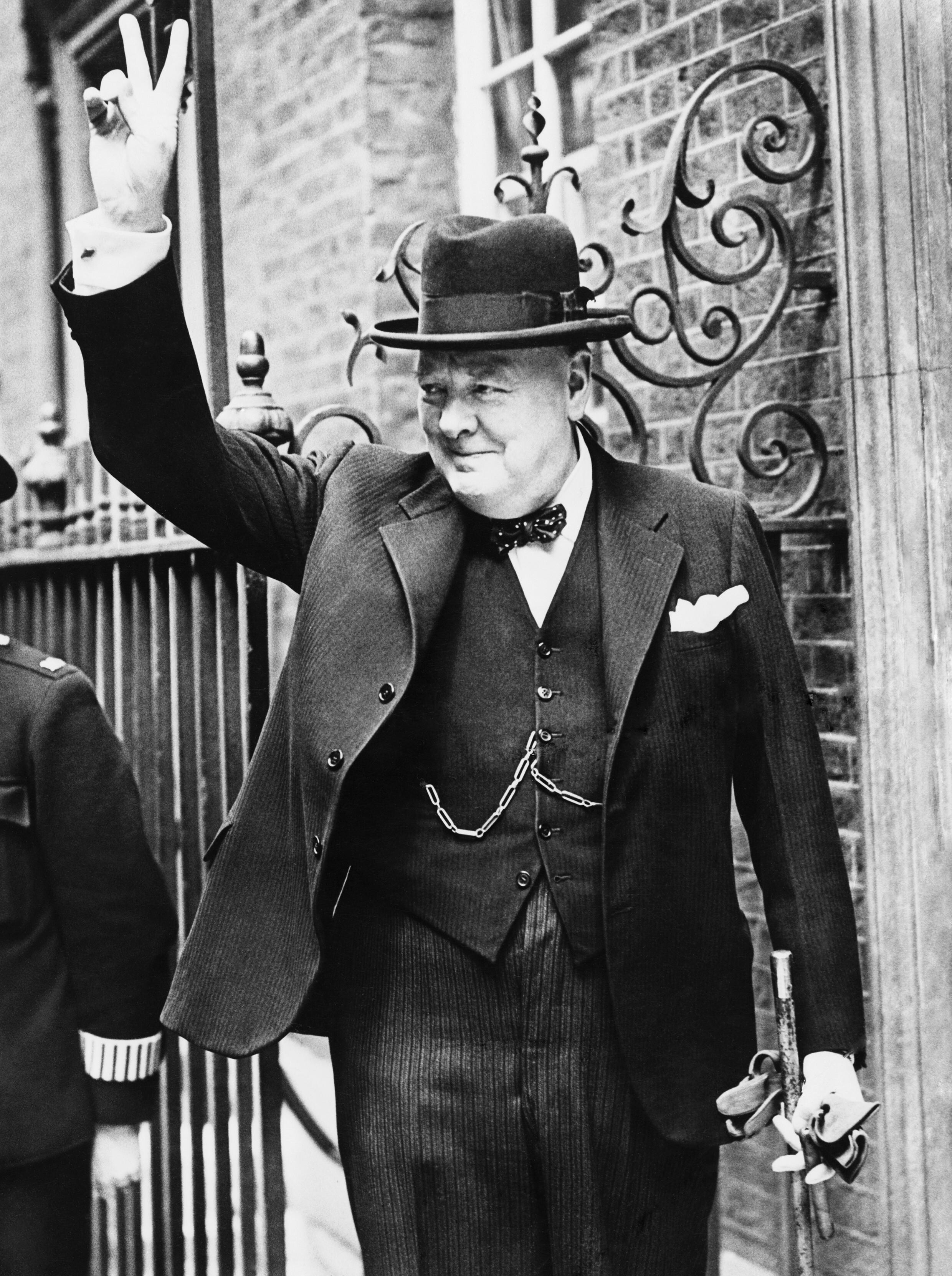
Уинстон Черчилль у входа в свою резиденцию.

Когда Роберт Гаскойн-Сесиль, 3-й маркиз Солсбери, вышел в отставку в 1902 году, его племянник, Артур Джеймс Бальфур, стал премьер-министром. Для него это был несложный переезд: он уже был Первым лордом Казначейства и Лидером Палаты Общин, и он уже жил на Даунинг-стрит 10. Бальфур возродил обычай — Даунинг-стрит является резиденцией Лорда-казначея и премьер-министра Великобритании. С тех пор обычаю удалось закрепиться. Тем не менее не раз случалось так, что премьер-министры неофициально жили в другом месте. Уинстон Черчилль, например, очень любил дом на Даунинг-стрит 10, но он неохотно соглашался спать в бункере, построенном для его безопасности во время Второй мировой войны. Он редко спал в своей подземной спальне в Правительственном бункере. Чтобы успокоить народ и убедить его, что правительство функционирует нормально, он настоял на том, чтобы его видели на входе и выходе Даунинг-стрит 10 время от времени. Гарольд Вильсон во время своего второго премьерского срока с 1974 по 1976 год жил в своём доме на Лорд Норт стрит, потому что миссис Уилсон хотела иметь «настоящий дом». Однако, признавая символическое значение официальной резиденции, он работал и проводил там встречи с гостями.
На протяжении большей части своего премьерства Тони Блэр жил в большом здании на Даунинг-стрит, 11, где могла разместиться его большая семья. В мае 2010 года стало известно, что премьер-министр Дэвид Кэмерон также будет проживать в № 11, а его Канцлер Джордж Осборн разместится в № 10.
Несмотря на эти исключения, дом на Даунинг-стрит 10 известен как официальная резиденция премьер-министра на протяжении более ста лет. На рубеже XX века, фотографии и пресса связали этот дом в общественном сознании с премьер-министром. Фильмы и телевидение укрепили эту связь. Фотографии премьер-министров с их гостями у дверей стали очень популярным. Суфражистки расположились перед дверью, во время обращения к Герберту Асквиту по поводу прав женщин в 1913 году, фотография стала всемирно известной. В 1931 году Махатма Ганди, одетый в традиционную одежду, позировал фотографам после встречи с Джеймсом Рамсеем Макдональдом, на которой он обсуждал возможную независимость Индии. Эта фотография стала широко известной в Индии. Неграмотные крестьяне Индии могли видеть своего лидера в доме премьер-министра. Причина появления изящной двери — совершенно чёрной, заключённой в кремовую раму, с ярким белым номером «10» на двери — была в том, что дверь служила прекрасным фоном для съёмки подобных событий. Во время Второй мировой войны Черчилль много раз был сфотографирован выходящим из резиденции, показывая жест «Виктория». Символ британского правительства, Даунинг-стрит 10 стала местом сбора для протестующих. Эммелин Панкхёрст и другие лидеры суфражисток штурмовали Даунинг-стрит в 1908 году, протестующие против войны во Вьетнаме маршировали здесь в 1960-х годах, как и противники войны в Ираке и в Афганистане в 2000-х годах. Даунинг-стрит, 10 стала обязательным пунктом для любой экскурсии по Лондону, у дверей дома фотографируются многие туристы.

### Реконструкция Даунинг-стрит 10: 1960—1990

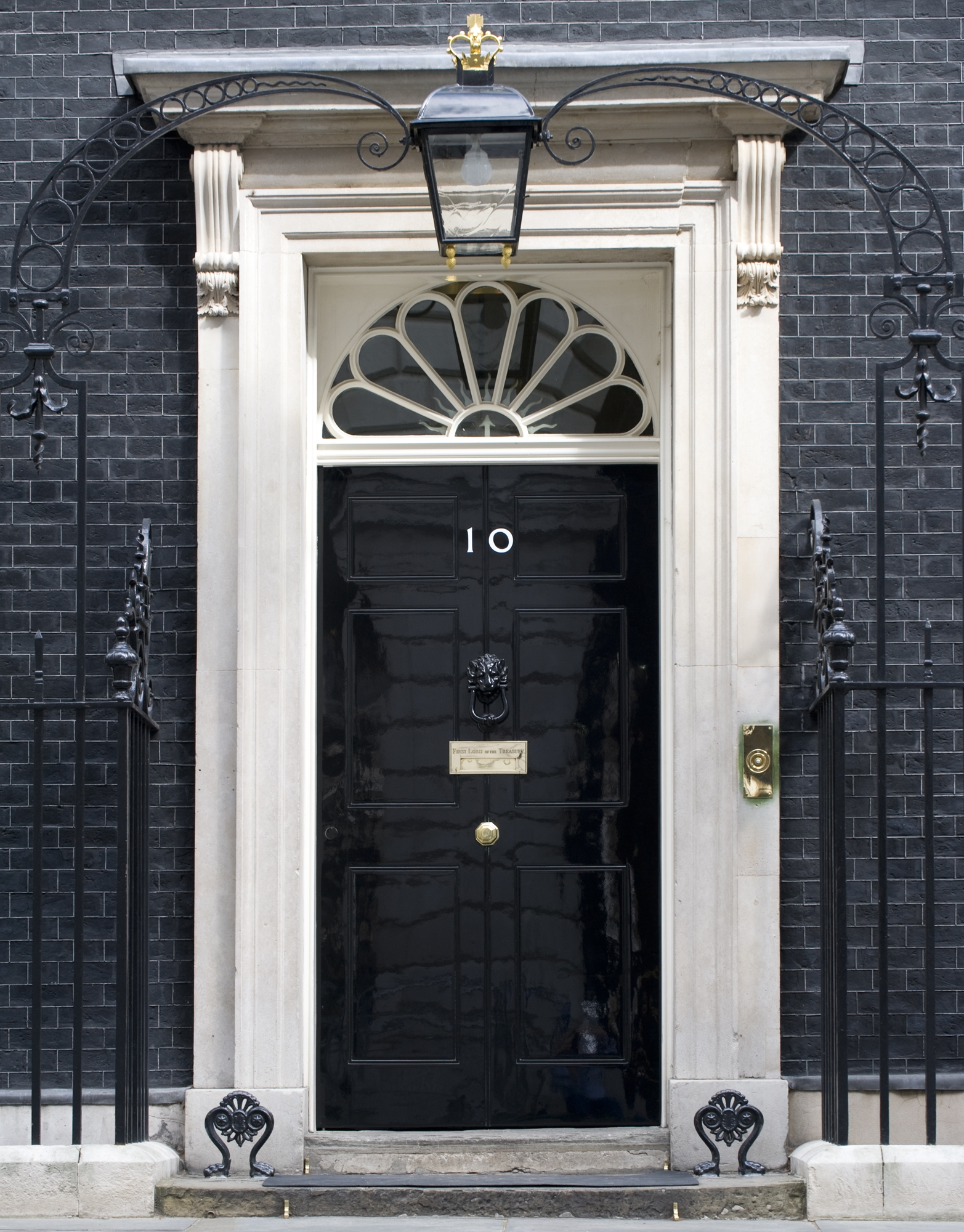
Входная дверь.

К середине XX века дом снова начал разваливаться. Был ограничен допуск на верхние этажи из-за страха обвала несущих стен. Лестница просела на несколько дюймов, так же, как и некоторые ступеньки и балюстрады. Повсюду была плесень. Плинтусы, двери, подоконники и другие деревянные элементы интерьера прогнили и были пронизаны грибком. После начала реконструкции было обнаружено, что деревянные сваи, поддерживающие дом, распались.
В 1958 году комитет, назначенный Гарольдом Макмилланом, исследовал состояние здания и счёл необходимым его снести, а на его месте построить совершенно новый дом. Но поскольку резиденция премьер-министра стала символом Британии, наряду с Виндзорским замком, Букингемским дворцом и зданием парламента, комитет рекомендовал дом № 10 (а также № 11 и 12) перестроить с использованием оригинальных материалов, насколько это будет возможно. В ходе реставрации планировалось сфотографировать и измерить старое здание, а после разобрать и восстановить, что и было сделано. Предполагалось возведение нового фундамента с глубокими сваями. Оригинальные детали, состояние которых не позволяло их реставрировать, должны были быть точно скопированы.

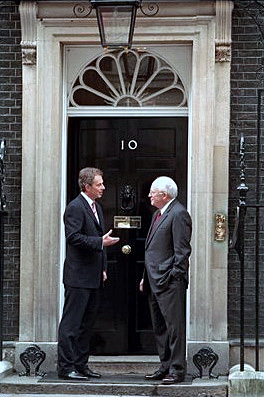
Бывший премьер-министр Тони Блэр и вице-президент США Ричард Чейни перед входом, 2002 год

The Times сообщала, что изначальная проектная стоимость составила 400 000 £. После более тщательного исследования был сделан вывод, что «общая стоимость, вероятно, составит около 1 250 000 £», а работы займут два года. В конце концов, стоимость приблизилась к 3 000 000 £, а работы отняли почти три года из-за забастовок, а также археологических раскопок: были обнаружены важные артефакты римских, саксонских и средневековых времён. Гарольд Макмиллан во время реконструкции жил в Адмиралтействе.
Новый фундамент был сделан из железобетонных свай длиной от 6 футов (1,8 м) до 18 футов (5,5 м), здание на 60 % состояло из новых материалов, а остальные 40 % были либо восстановленными старыми материалами, либо копиями оригиналов
Когда строители изучили внешний фасад, они обнаружили, что его чёрный цвет, который виден даже на фотографиях середины XIX века, ненастоящий — на самом деле кирпичи были жёлтыми. Чёрный цвет появился из-за двухсотлетнего загрязнения. Для сохранения традиционного вида очищенные жёлтые кирпичи были окрашены в чёрный цвет.
Хотя реконструкция в целом считается архитектурным триумфом, архитектор Рэймод Эрит был разочарован. Он постоянно жаловался во время и после проекта, что правительство изменило проект, чтобы сэкономить деньги. «Моё сердце разбито из-за результата, — сказал он. — Весь проект был большой тратой денег, потому что просто не был реализован должным образом. Министерство строительства настояло на экономии ради экономии. Я горько разочарован тем, что произошло».

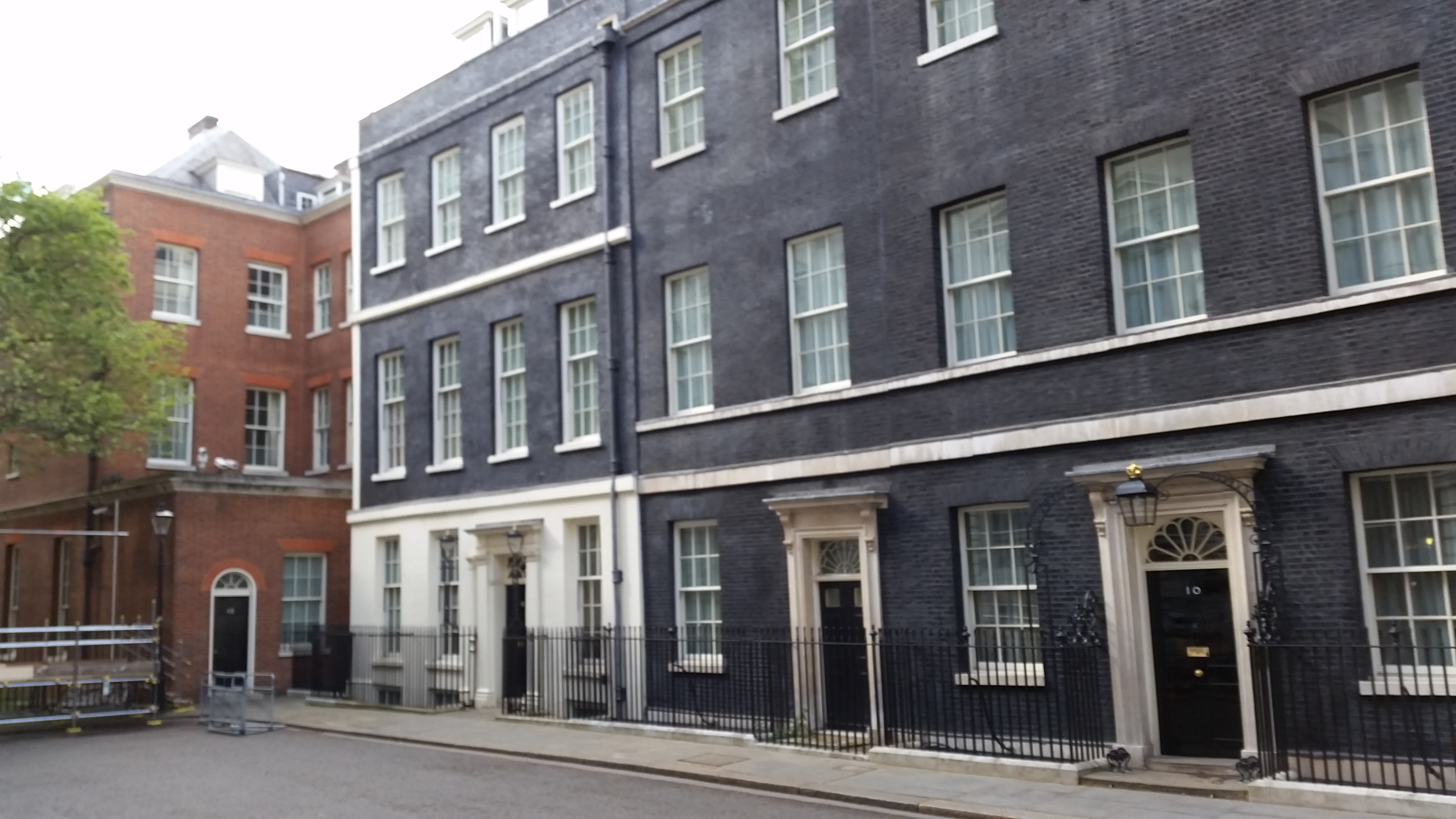
Даунинг-стрит 10 в 2015 году.

Жалобы Эрита оказались оправданными. В течение нескольких лет грибок был обнаружен в основных помещениях из-за недостаточной гидроизоляции и сломанного водопровода. В конце 1960-х вновь была предпринята новая масштабная реконструкция для решения этих проблем. Во время правления Тэтчер вновь была проведена значительная реконструкция здания.
С 1990 года, когда архитектор Куинлан Терри завершил реконструкцию, ремонт, косметический ремонт и обновление дома проводится лишь изредка, по мере необходимости. Теракт ИРА в феврале 1991 года привёл к масштабным работам по реконструкции стен, а также для улучшения безопасности. Летом 1993 были реконструированы окна, а в 1995 году установлены компьютерные кабели. В 1997 году здание было реконструировано, чтобы обеспечить дополнительное пространство для премьер-министра Блэра и его большой семьи.

## Комнаты резиденции

### Входная дверь и прихожая
Большая часть современного экстерьера Даунинг-стрит, 10 была создана Уильямом Кентом, когда он объединил дома на Даунинг-стрит в 1735 году. Его внешний вид в основном такой же, каким он был, когда Кент завершил свою работу. Исключение составляет лишь знаменитая входная дверь.

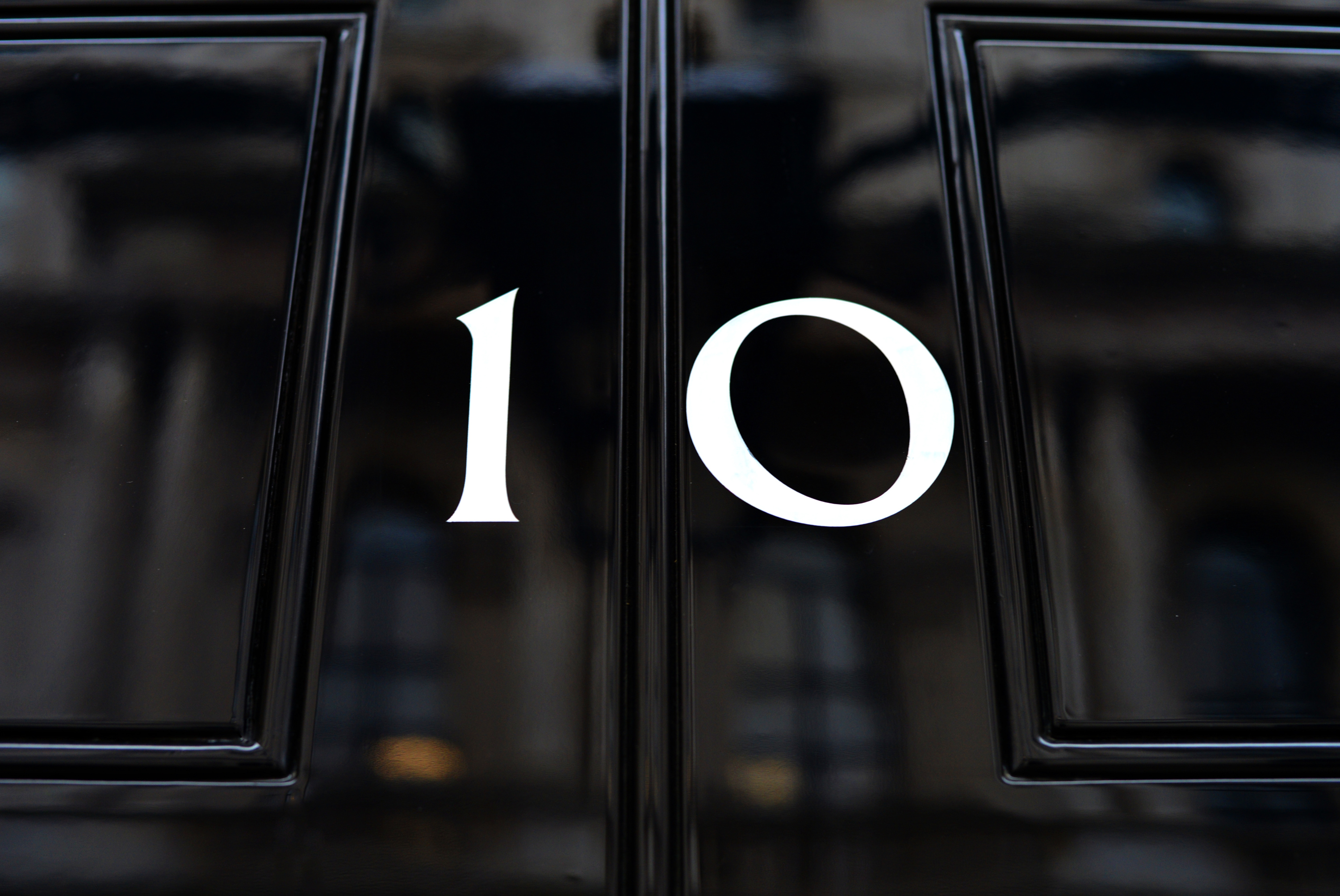
Номер на двери резиденции; «0» под небольшим углом.

Эта дверь появилась после ремонта, приказ о котором отдал Таунсенд в 1766 году, и который был завершён около 1772 года. Ремонт был выполнен в георгианском стиле архитектором Кентоном Каузом. Небольшая дверь сделана из чёрного дуба, заключена в корпус кремового цвета и украшена полукруглой фрамугой. Ноль в числе «10» установлен под небольшим углом как дань оригинальному номеру, который был плохо закреплён. Чёрный железный молоток в форме головы льва находится между двух средних панелей двери; на молотке написано «Лорд-казначей». Чёрный железный забор с шипами проходит вдоль передней части дома и заканчивается в шаге от двери с обеих сторон.

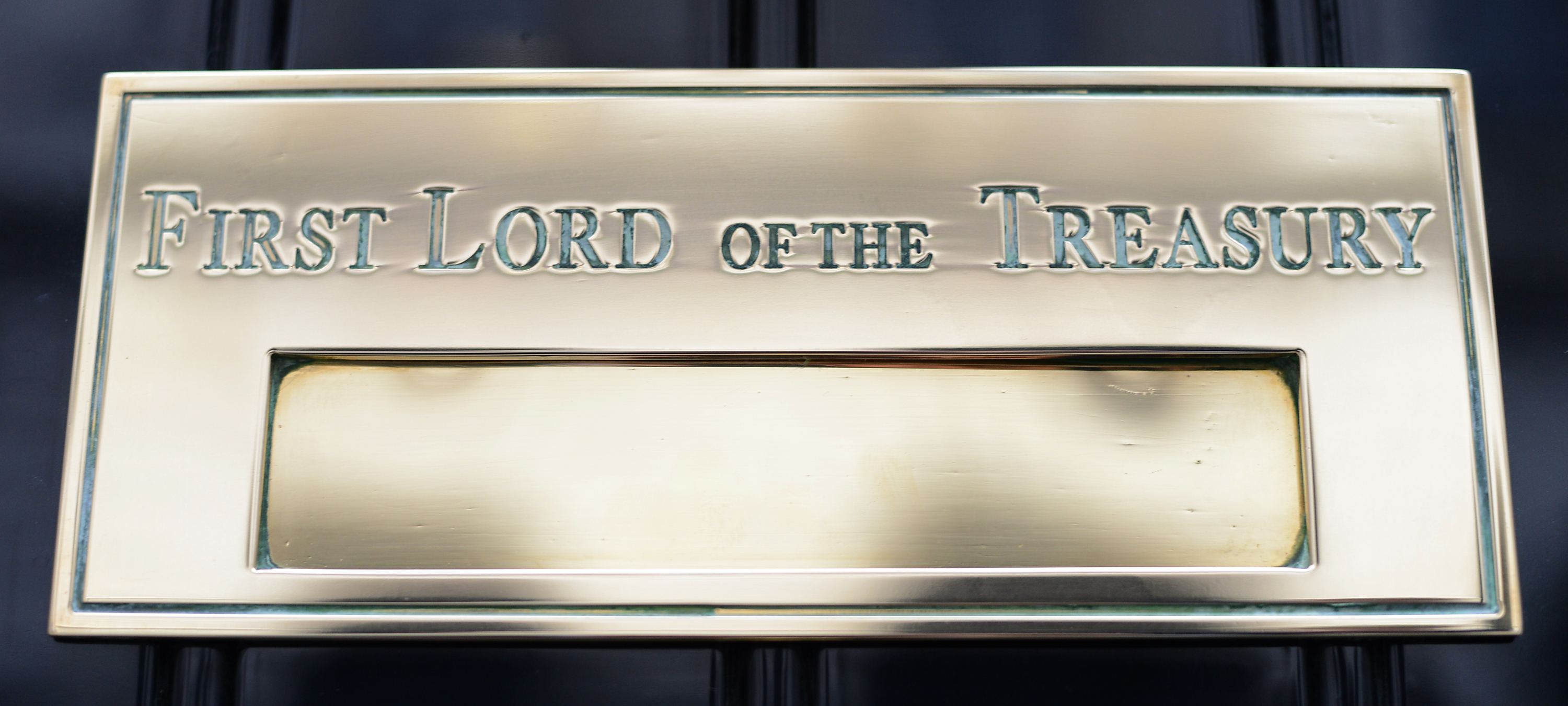
Надпись на почтовом ящике.

После нападения ИРА в 1991 году оригинальная чёрная дубовая дверь была заменена на более безопасную. Она настолько тяжёлая, что нужно восемь человек, чтобы поднять её. На латунном почтовом ящике написано «Первый лорд казначейства».
Дверь нельзя открыть снаружи; необходим кто-то внутри, чтобы её отпереть.
За дверью в прихожей выложена чёрно-белая мраморная плитка. Кресло охранника, спроектированное Томасом Чиппендейлом, расположено в углу. Когда-то оно использовались по-другому: полицейские сидели в нём на улице; для этого оно имеет необычный «колпак», призванный защитить их от ветра, а для обогрева снизу имеются ящики, куда помещались горячие угли.

### Главная лестница

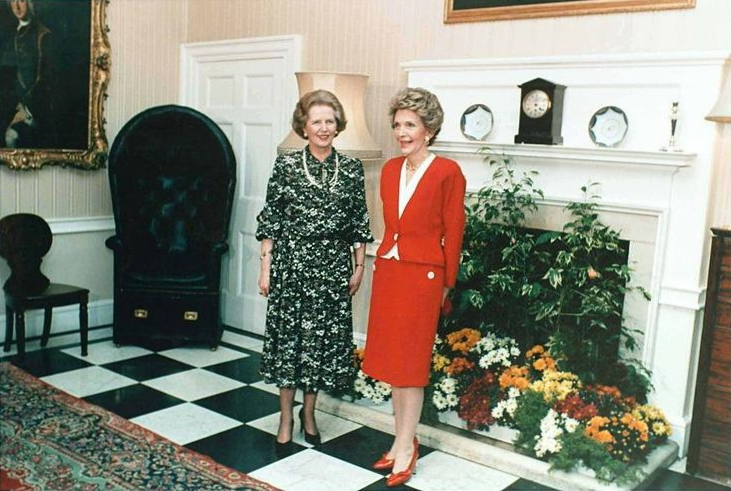
Маргарет Тэтчер и Нэнси Рейган в холле резиденции в 1986 году. В углу видно кресло работы Чиппендейла.

Когда Уильям Кент между 1732 и 1734 годами перестроил здание, его мастера создали каменную винтовую лестницу. Она поднимается из сада на третий этаж. Лестница Кента является первым архитектурным объектом, который видят посетители сразу после входа. Чёрно-белые гравюры и фотографии всех предыдущих премьер-министров украшают стену. Здесь висит две фотографии Уинстона Черчилля. В нижней части этой лестницы расположены групповые фотографии премьер-министров с их Кабинетами министров и представителями на Имперских конференциях.

### Комната правительства

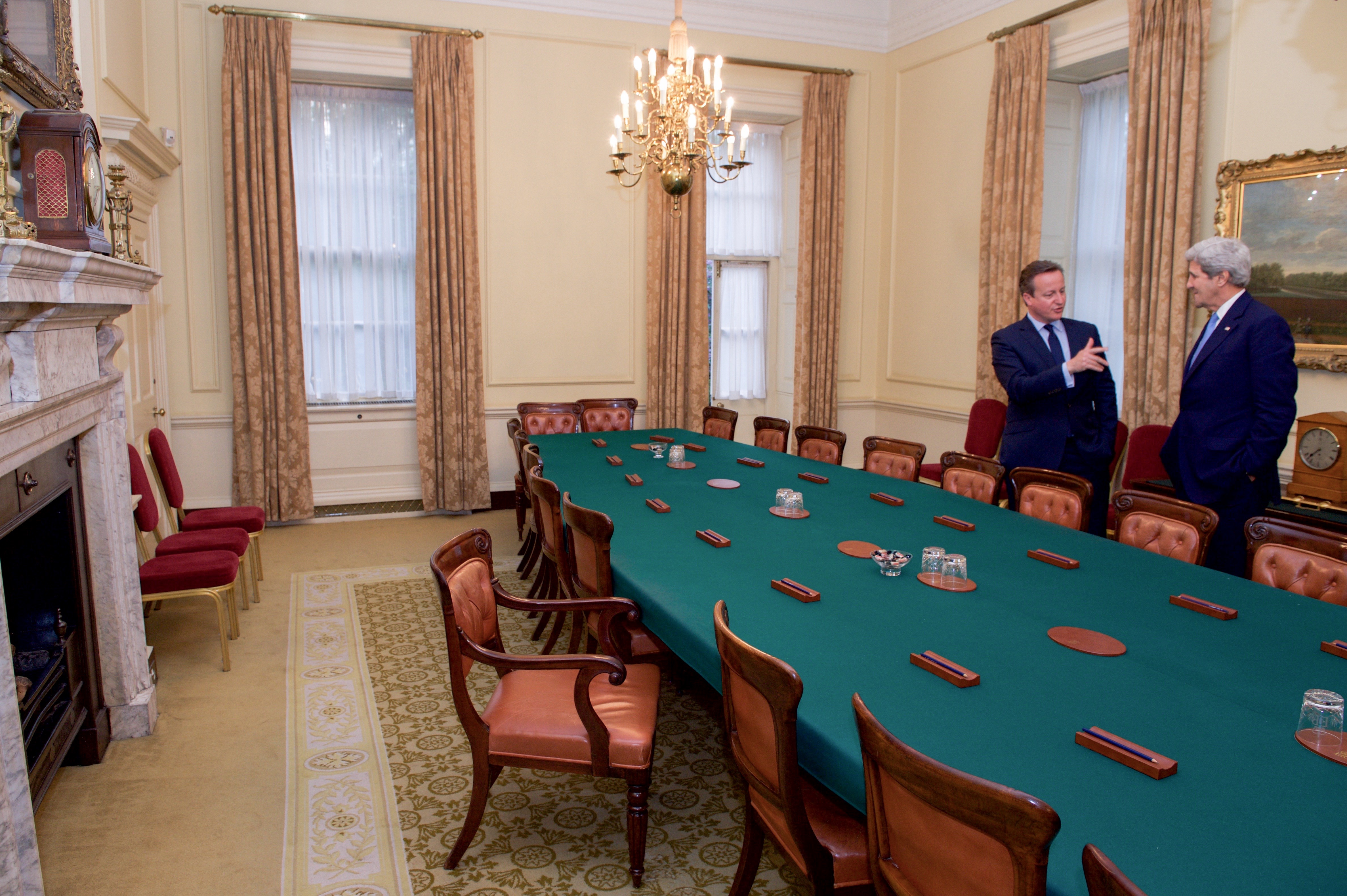
Дэвид Кэмерон показывает комнату правительства Джону Керри

По проекту Кента, комната правительства была простым прямоугольным пространством с огромными окнами. В рамках реконструкции, начатой в 1783 году, она была расширена, ей был придан современный облик. Была удалена восточная стена и перестроена прилегающая комната. У входа была возведена пара коринфских колонн. В результате небольшое пространство, обрамлённое колоннами, служит преддверием большой комнаты.

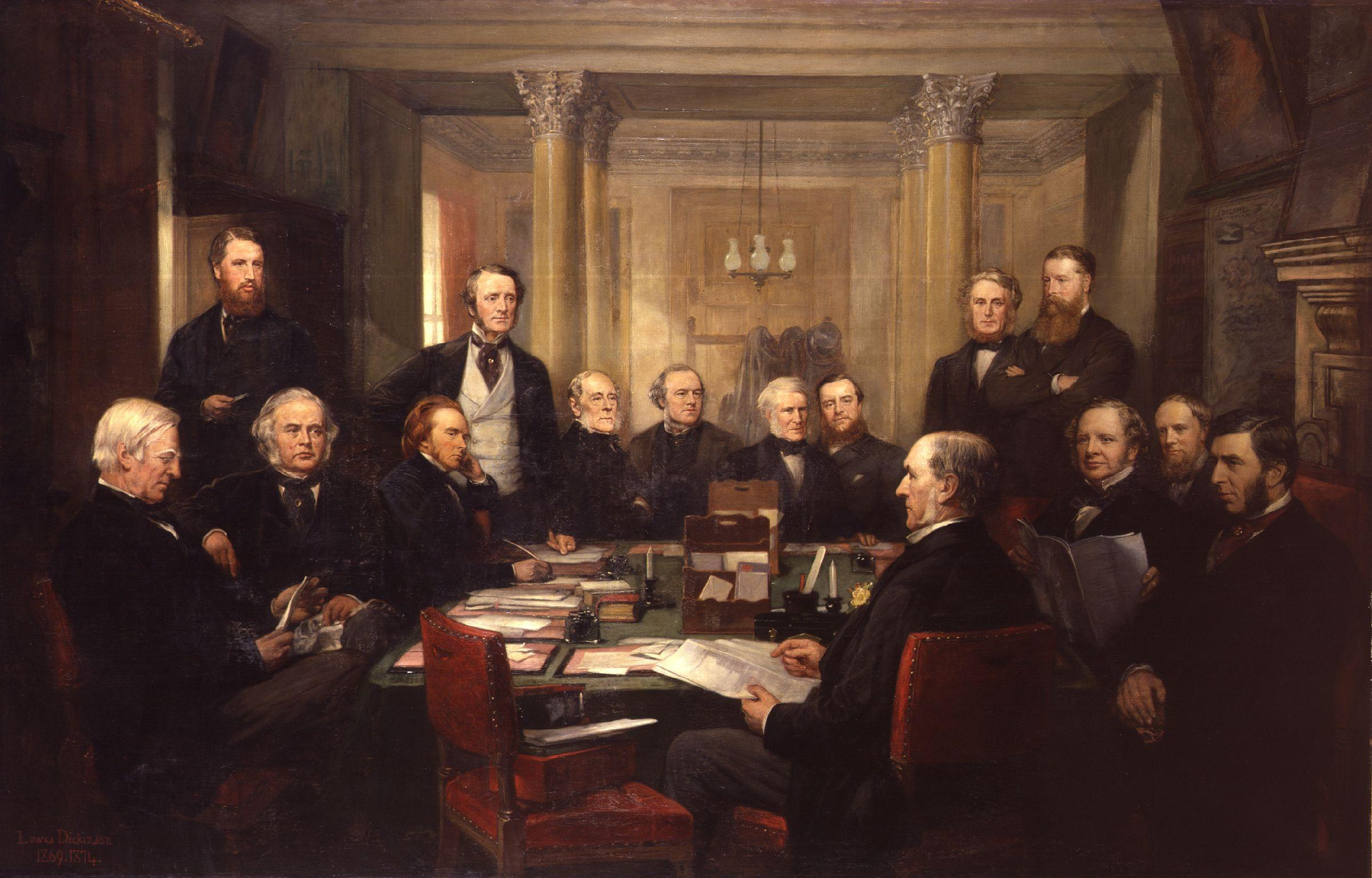
Уильям Гладстон со своим Кабинетом в 1868 году.

Хотя Кент предполагал использование этой комнаты в качестве личного кабинета Лорда-казначея, она редко выполняла эту функцию. Стены окрашены в белый цвет, с потолка свисают три латунных люстры. Стол заседаний правительства был приобретён в эпоху Гладстона, он окружён стульями из красного дерева, которые также датируются премьерством Гладстона. Единственное кресло принадлежит Премьер-министру, оно находится перед мраморным камином, с видом на окна. Единственная картина в комнате — это портрет сэра Роберта Уолпола работы Жана Батиста ван Лоо, висящий над камином. Члены правительства рассаживаются по старшинству. Место каждого отмечено табличкой.
Лорд-казначей не имеет специального кабинета, каждый из них выбирает одну из соседних комнат в качестве своего личного кабинета.

### Гостиные
На Даунинг-стрит есть три гостиные: Парадная колонная гостиная, Парадная терракотовая гостиная и Белая гостиная.

#### Парадная колонная гостиная (Pillared State Drawing Room)
Крупнейшей из них является Колонная гостиная, которая была создана в 1796 году. Её название происходит от двух одинаковых колонн с ионическими пилястрами. Над камином сейчас[когда?] висит портрет королевы Елизаветы I.
Персидский ковёр покрывает почти весь пол. Он является копией, изготовленной в XVI веке, а оригинал в настоящее время хранится в Музее Виктории и Альберта.

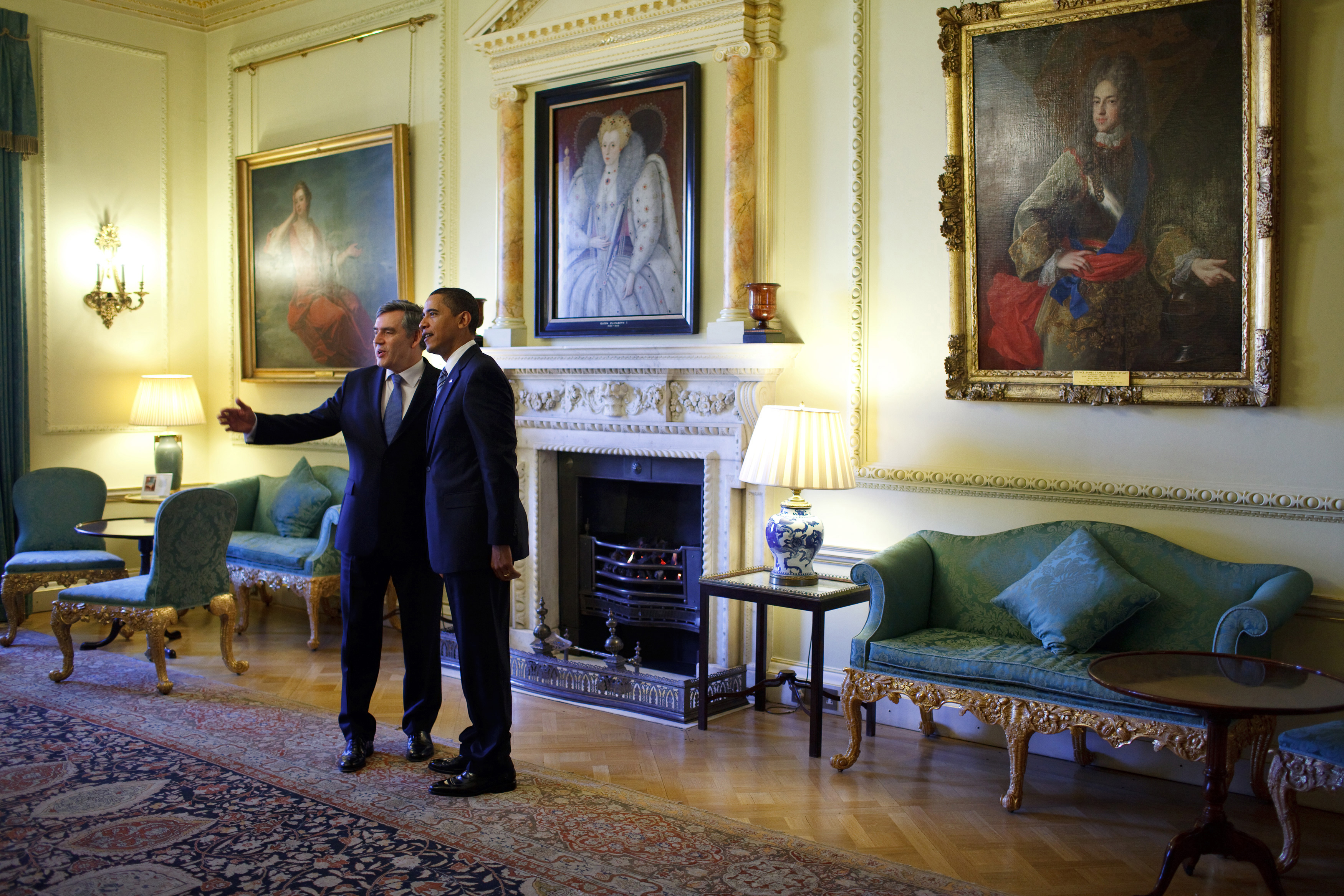
Барак Обама и Гордон Браун в Колонной гостиной.

Во время реставрации в конце 1980-х годов архитектор Куинлан Терри восстановил камин.
Скудно обставленная, с несколькими стульями и диванами вдоль стен, Колонная гостиная, как правило, используется для приёма гостей перед приглашением в Парадную столовую. Тем не менее она иногда используется для других целей, для которых требуется большое открытое пространство. Некоторые международные соглашения были подписаны именно в этой комнате. Джон Лоуги Бэрд представлял здесь Джону Рамсею Макдональду изобретённый им телевизор.

#### Терракотовая парадная гостиная
Эта гостиная средняя по размеру из трёх гостиных. Она использовалась в качестве столовой во времена сэра Роберта Уолпола. Она меняет название в зависимости от цвета её стен. Когда Маргарет Тэтчер пришла к власти, она была Голубой гостиной; затем она была перекрашена в зелёный цвет. В настоящее время окрашена терракотовым.
В 1980-х годах были построены большие дорические колоны. Терри также добавил богато позолоченный потолок, чтобы придать комнате более величественный вид.

#### Парадная белая гостиная
До 1940-х годов Белая гостиная находилась в личном пользовании премьер-министров и их жён. Именно здесь Эдвард Хит содержал рояль. Она часто используется в качестве фона для телевизионных интервью и постоянно используется как конференц-зал для сотрудников правительства. При реконструкции в конце 1980-х годов Терри установил коринфские колонны и добавил барочный потолок с лепниной и угловыми обломами с изображением четырёх национальных цветков Соединённого Королевства: Роза (Англия), Чертополох (Шотландия), Нарцисс (Уэльс) и Трилистник (Северная Ирландия).

### Парадная столовая
Когда Фредерик Джон Робинсон, 1-й виконт Годрик, стал Канцлером Казначейства в 1823 году, он решил оставить после себя значимое наследие. Для этого он нанял сэра Джона Соуна, выдающегося архитектора, который построил здание Банка Англии и многие другие известные здания, для постройки Парадной столовой. Работы были начаты в 1825 году и завершены в 1826 году, и обошлись в 2000 фунтов стерлингов. Это самая большая комната в здании, занимает два этажа.
В комнате, как правило, накрыт стол на 20 персон, окружённый стульями, которые первоначально были сделаны для британского посольства в Рио-де-Жанейро. При проведении более крупных мероприятий возможно разместить до 65 гостей. Над камином висит большой портрет Георга II работы Джона Шеклтона. Блэр использовал эту комнату для своих ежемесячных пресс-конференций.

### Большая кухня
Помещение высотой в два этажа с огромным арочным окном и сводчатым потолком. Традиционно в центре комнаты расположен большой разделочный стол 14 футов (4,3 м) в длину, 3 фута (0,91 м) в ширину и толщиной в 5 дюймов (130 мм).

### Малая столовая
Над сводом кухни Соун построил столовую меньшего размера. Благодаря её простоте, отсутствию лепнины на потолке, наличию простых окон Малая столовая довольно комфортна и уютна. Обычно премьер-министры используют эту столовую вместе со своей семьёй, или, реже, для встречи с наиболее важными, избранными гостями.

### Терраса и сад
Терраса и сад были обустроены в 1736 году вскоре после того, как сюда переехал Уолпол. Большую часть сада занимает открытая лужайка площадью 0,5 акра (2000 м2). Терраса и сад используются для создания непринуждённой обстановки во время многих встреч и собраний премьер-министров с иностранными гостями и дипломатами, членами кабинета министров.

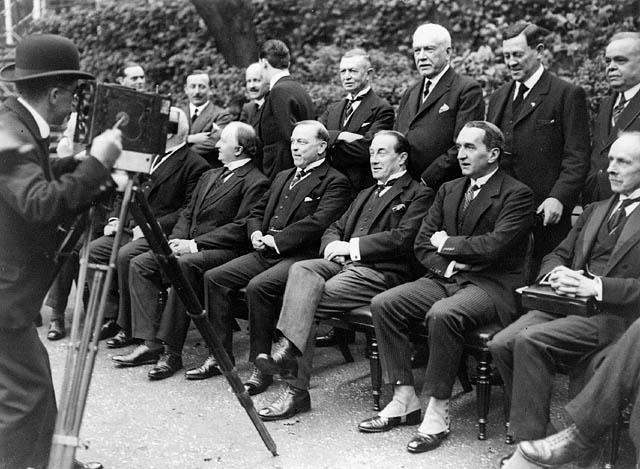
Премьер-министр Стэнли Болдуин (в центре) в саду вместе с делегатами Имперской конференции 1923 года

Премьер-министр Тони Блэр провёл свой прощальный приём в 2007 году для своих сотрудников на террасе. Джон Мейджор объявил о своей отставке с поста лидера Консервативной партии в саду, в 1995 году. Черчилль называл своих секретарш «садовницами», потому что их офисы выходили окнами в сад. Здесь прошла первая пресс-конференция коалиционного правительства консерваторов Дэвида Кэмерона и либерал-демократов Ника Клегга.

### Предметы искусства
Резиденция заполнена прекрасными картинами, скульптурами, бюстами и мебелью. Однако почти все они находятся там на правах аренды, взятые из различных источников. Около половины принадлежит правительственной коллекции искусства, а остальные предметы искусства берутся в аренду у частных коллекционеров и галерей, например из Национальной портретной галереи, Галереи Тейт, Музея Виктории и Альберта и Национальной галереи.
Художественные произведения постоянно меняются, как правило, в год меняется около 10 картин. Тем не менее иногда изменения связаны с личными вкусами и пристрастиями нового премьер-министра. Эдвард Хит арендовал картины французских художников из Национальной галереи и одолжил две картины Пьера Огюста Ренуара у частного коллекционера. Маргарет Тэтчер в 1979 году настояла, что все произведения искусства должны быть британскими. Как бывший химик, она с удовольствием посвятила Малую столовую британским учёным, повесив портреты таких, как Джозеф Пристли и Гемфри Дэви. В 1990-х Джон Мейджор преобразовал прихожую на первом этаже в небольшую галерею современного искусства, в основном британского. Он также арендовал несколько картин Джона Констебла и Уильяма Тёрнера.
На Даунинг-стрит 10 содержится много ценных предметов мебели, многие из которых также находятся в аренде.

## Обеспечение безопасности после теракта 1991 года

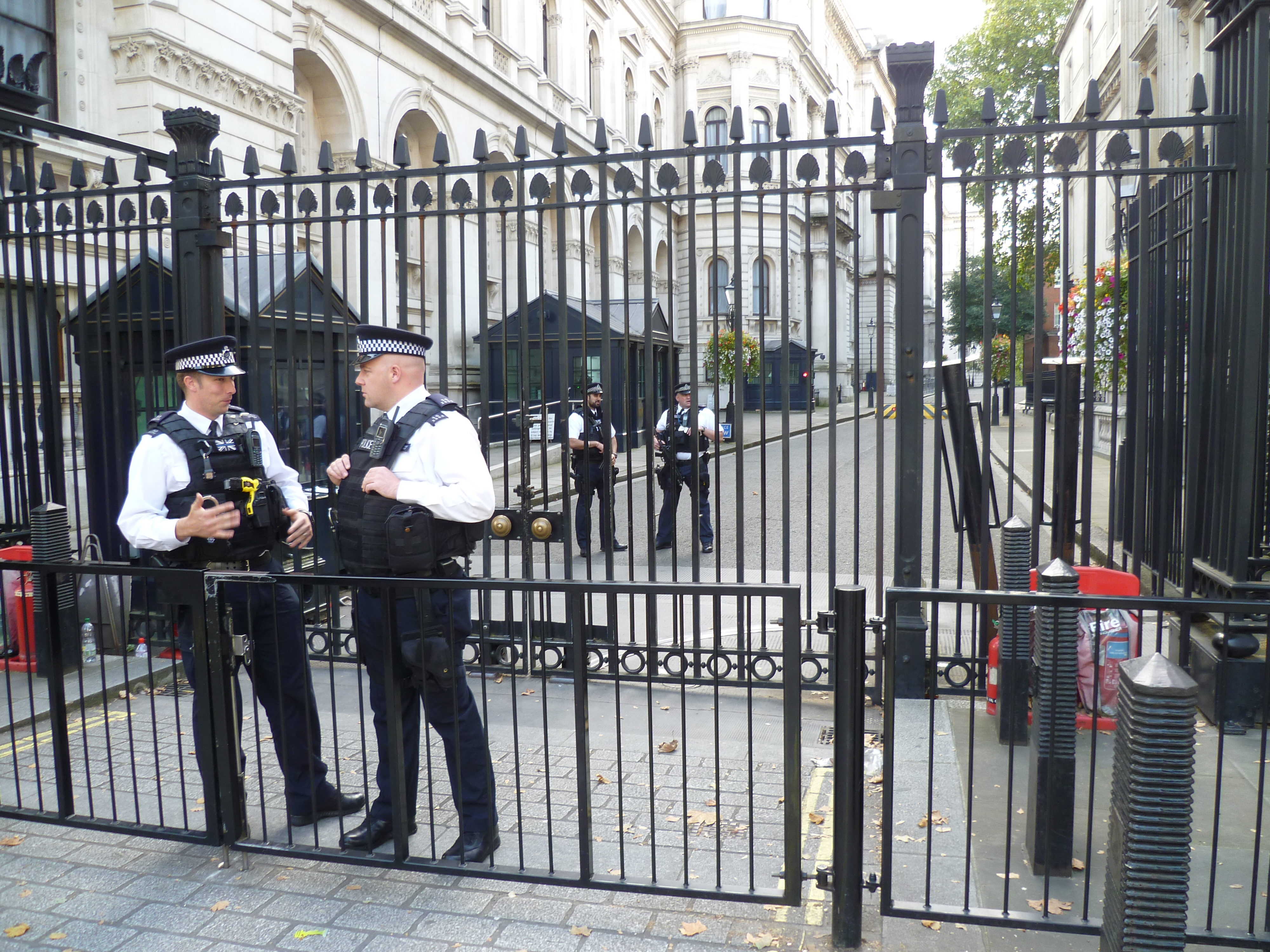
Ворота на Даунинг-стрит.

Во время премьерства Маргарет Тэтчер на обоих концах улицы были установлены ворота в связи с угрозой теракта. 7 февраля 1991 года ИРА использовала припаркованный грузовик для того, чтобы выпустить миномётный снаряд в резиденцию. Он взорвался в саду за домом в то время, как премьер-министр Джон Мейджор был на заседании правительства. На время ремонта он переехал в Адмиралтейство.
Из-за этой атаки были введены более строгие меры безопасности. У ворот стоит охрана и вооружённые полицейские.